# LXQt
LXQtは完全なデスクトップ環境の提供を目的とした、開発中のソフトウェアパッケージのバンドルである。LXQtはLXDEとRazor-qtの両プロジェクトを統合して作られた。

## 歴史
LXDEのメンテナである台湾人プログラマーの洪任諭 (Hong Jen Yee) はGTK+ 3に不満があったため、2013年初期にQtを試し、2013年5月26日にQtベースのPCManFMの初版をリリースしたが、彼は「GTK+とQtのバージョンは共存させるつもりだ」と発言してLXDEにおけるGTK+からの離脱を意味するものではないと説明した。その後、彼はQtにLXDEのXRandRフロントエンドを移植した。
2013年7月3日に洪任諭は全てのLXDEスイートのQt移植をアナウンスし、さらに同年7月21日にRazor-qtおよびLXDEの両プロジェクトの統合をアナウンスした。この統合により、GTK+とQtのバージョンは最初は共存していたが、最終的にGTKバージョンは中止されQt移植に全てのリソースを集中することが明らかになった。LXDE-QtとRazor-qtを統合したものはLXQtと改名され、2014年5月7日に最初のリリースであるバージョン0.7.0が利用可能となった。

## ソフトウェアコンポーネント
LXQtは数多くのモジュラーコンポーネントから構成される。その中にはQtやKDE Frameworks 5に依存するものもある。
| 名前                 | （Qt以外の）依存ソフトウェア | 注釈                                                                                           |
| -------------------- | ---------------------------- | ---------------------------------------------------------------------------------------------- |
| qterminal            |                              | コマンドライン。LXQt用に作成され、現在はLXQtの一部。                                           |
| Falkon               |                              |                                                                                                |
| sddm                 |                              | LXQt用にQMLで作成されたSimple Desktop Display Manager。                                        |
| lximage-qt           |                              | 画像ビューア                                                                                   |
| lxmenu-data          |                              | freedesktop.orgデスクトップメニュー用に必要なファイル                                          |
| lxqt-about           |                              | アバウトダイアログ                                                                             |
| lxqt-admin           |                              | システム管理ツール                                                                             |
| lxqt-common          |                              | 共通ファイル（グラフィックファイル、テーマ、デスクトップエントリファイルなど）                 |
| lxqt-config          | KScreen (RandR)              | システム設定センター                                                                           |
| lxqt-globalkeys      | KGlobalAccel                 | グローバルなキーボードショートカット登録用デーモンおよびライブラリ                             |
| lxqt-notificationd   |                              | 通知デーモン                                                                                   |
| lxqt-openssh-askpass |                              | OpenSSHパスワードプロンプト                                                                    |
| lxqt-panel           | Solid                        | デスクトップパネル（タスクバー）                                                               |
| lxqt-policykit       |                              | Polkit認証エージェント                                                                         |
| lxqt-powermanagement | Solid                        | パワー管理デーモン                                                                             |
| lxqt-qtplugin        |                              | Qtプラットフォーム統合プラグイン（Qtベースのプログラムは全てLXQtの設定を採用できるようになる） |
| lxqt-runner          |                              | アプリケーションランチャー                                                                     |
| lxqt-session         |                              | LXQtセッションマネージャ                                                                       |
| lxqt-sudo            |                              | sudo/su用のGUIフロントエンド                                                                   |
| menu-cache           |                              |                                                                                                |
| obconf-qt            |                              | Qtで書かれたOpenbox設定ツール                                                                  |
| compton-conf         |                              | Compton Xコンポジットマネージャ用GUI設定ツール (metacity ⇒ xcompmgr ⇒ dcompmgr ⇒ Compton)      |
| pcmanfm-qt           |                              | ファイルマネージャ。PCManFMのQt移植。                                                          |
| qt-gtk-engine        |                              | QtスタイルによるGTK+ 3テーマ設定プログラム                                                     |

### ロードマップ
- LXQtロードマップ

## 動作速度
LXQtは『軽量デスクトップ環境』であることを自ら謳っているが、動作に必要なリソースがLXDEやXfceよりも多いことは洪任諭自身が認めている。これについては、GTK+2を使い続けるわけにはいかず、GTK+3はQtよりもリソースを消費する以上、Qtは『悪くない選択』だとしている。

## バージョン履歴
| バージョン | リリース日 | 解説 |
| ---------- | ---------- | --- |
| 0.7.0      | 2014-05-07 | |
| 0.8.0      | 2014-10-13 | Qt 5との完全な互換性を持たせた。 |
| 0.9        | 2015-02-08 | 重度の内部クリーンアップとリファクタリングが特徴。Qt 4との互換性は全て中止され、Qt 5とKDE Frameworksが必須となる。最低限必要なQtのバージョンが5.3に。                         |
| 0.10       | 2015-11-02 | |
| 0.11       | 2016-09-24 | Qtベースのアプリが大量のメモリを消費してしまうという懸念に対処するため、Xfceと比較して、コールドブート後のLXQtのメモリ使用量は112MBとXfceよりは少し小さいことを明らかにした。 |
| 0.12.0     | 2017-10-21 | 最低限必要なQtのバージョンが5.6.1に。 |
| 0.13.0     | 2018-05-21 | すべてのパッケージがQt 5.11に対応。 |
| 0.14.0     | 2019-01-25 | |
| 0.15.0     | 2020-04-24 | |
| 0.16.0     | 2020-11-04 | |
| 0.17.0     | 2021-04-15 | |
| 1.0.0      | 2021-11-05 | |
| 1.1.0      | 2022-04-16 | |
| 1.2.0      | 2022-11-05 | |
| 1.3.0      | 2023-04-16 | |
| 1.4.0      | 2023-11-05 | |
| 2.0.0      | 2024-04-17 | |
| 2.1.0      | 2024-11-05 | |